# إلينور كيرشاو
إلينور كيرشاو (بالإنجليزية: Elinor Kershaw)‏ هي ممثلة أمريكية، ولدت في 19 نوفمبر 1884 بسانت لويس في الولايات المتحدة، وتوفيت في 12 سبتمبر 1971 بهوليوود في الولايات المتحدة.

## وصلات خارجية
- إلينور كيرشاو على موقع IMDb (الإنجليزية)
- إلينور كيرشاو على موقع قاعدة بيانات برودواي على الإنترنت (الإنجليزية)